# Campeonato Mundial de Boxeo Aficionado de 1986
El IV Campeonato Mundial de Boxeo Aficionado se celebró en Reno (Estados Unidos) entre el 8 y el 18 de mayo de 1986 bajo la organización de la Asociación Internacional de Boxeo (AIBA) y la Asociación Estadounidense de Boxeo Aficionado.

## Medallistas
| Evento                | Oro                          | Plata                            | Bronce                                               |
| --------------------- | ---------------------------- | -------------------------------- | ---------------------------------------------------- |
| Minimosca (48 kg)     | Juan Torres Odelín · Cuba    | —                                | José Rodrigues Brasil Oh Kwang-Soo Corea del Sur     |
| Mosca (51 kg)         | Pedro Reyes · Cuba           | David Grimán Venezuela           | Eyüp Can · Turquía János Váradi · Hungría            |
| Gallo (54 kg)         | Moon Sung-Kil Corea del Sur  | René Breitbarth RDA              | Yuri Alexandrov · URSS Arnaldo Mesa · Cuba           |
| Pluma (57 kg)         | Kelcie Banks Estados Unidos  | Jesús Sollet · Cuba              | Tomasz Nowak · Polonia Andreas Zülow · RDA           |
| Ligero (60 kg)        | Adolfo Horta · Cuba          | Engels Pedroza Venezuela         | Orsubek Nasarov URSS Emil Chuprenski Bulgaria        |
| Superligero (63,5 kg) | Vasili Shishov URSS          | Howard Grant · Canadá            | Borislav Abadzhiev Bulgaria Mirko Puzović Yugoslavia |
| Wélter (67 kg)        | Kenneth Gould Estados Unidos | Candelario Duvergel · Cuba       | Tibor Molnár · Hungría Torsten Schmitz · RDA         |
| Semimedio (71 kg)     | Ángel Espinosa · Cuba        | Enrico Richter RDA               | Manvel Avetisian · URSS Lotfi Ayed · Suecia          |
| Medio (75 kg)         | Darin Allen Estados Unidos   | Henry Maske RDA                  | Henryk Petrich · Polonia Julio Quintana · Cuba       |
| Semipesado (81 kg)    | Pablo Romero · Cuba          | —                                | Deyan Kirilov Bulgaria Damir Škaro Yugoslavia        |
| Pesado (91 kg)        | Félix Savón · Cuba           | Arnold Vanderlyde · Países Bajos | Michael Bent Estados Unidos Svilen Rusinov Bulgaria  |
| Superpesado (+91 kg)  | Teófilo Stevenson · Cuba     | Alexander Garcia Estados Unidos  | Biaggio Chianese · Italia Viacheslav Yakovlev · URSS |

## Medallero
| Núm. | País           | Oro | Plata | Bronce | Total |
| ---- | -------------- | --- | ----- | ------ | ----- |
| 1    | Cuba           | 7   | 2     | 2      | 11    |
| 2    | Estados Unidos | 3   | 1     | 1      | 5     |
| 3    | URSS           | 1   | 0     | 4      | 5     |
| 4    | Corea del Sur  | 1   | 0     | 1      | 2     |
| 5    | RDA            | 0   | 3     | 2      | 5     |
| 6    | Venezuela      | 0   | 2     | 0      | 2     |
| 7    | Canadá         | 0   | 1     | 0      | 1     |
| 7    | Países Bajos   | 0   | 1     | 0      | 1     |
| 9    | Bulgaria       | 0   | 0     | 4      | 4     |
| 10   | Hungría        | 0   | 0     | 2      | 2     |
| 10   | Polonia        | 0   | 0     | 2      | 2     |
| 10   | Yugoslavia     | 0   | 0     | 2      | 2     |
| 13   | Brasil         | 0   | 0     | 1      | 1     |
| 13   | Italia         | 0   | 0     | 1      | 1     |
| 13   | Suecia         | 0   | 0     | 1      | 1     |
| 13   | Turquía        | 0   | 0     | 1      | 1     |
|      | TOTAL          | 12  | 12    | 24     | 48    |